# 載寧郡
載寧郡（：／ Jaeryŏng gun */?）是朝鮮民主主義人民共和國黃海南道東部的一個郡，位於載寧平原上，西隔載寧江與黃海北道相望。面積328.4平方公里，2008年人口125,631人。下分1邑、1勞動者區、24里。
1271年始稱載寧。